# 内藤信照
内藤 信照（ないとう のぶてる）は、江戸時代前期の譜代大名。陸奥国棚倉藩の初代藩主。官位は従五位下・豊前守。

## 生涯
文禄元年（1592年）内藤信正の子として伊豆国韮山にて誕生した。多病のため弟・信武が嗣子となっていたが、元和5年（1619年）に信武が夭折、再び嗣子となった。元和7年（1621年）、従五位下・豊前守となる。寛永3年（1626年）に家督を継ぎ、寛永4年采地を陸奥国白川・菊多および常陸国多賀の3郡に移されて、棚倉城を居所とした。寛文4年の「内藤信照宛領地朱印状」（『寛文朱印留』上巻152から153頁）では5万90石となっている。
棚倉においては正保4年（1647年）8月からの大規模な検地を行なって、藩政の基礎を固めた。また寛永6年（1629年）紫衣事件で配流となった玉室宗珀の身柄を預かっている。慶安2年（1649年）から承応元年（1652年）まで大坂城代も務めた。
寛文5年（1665年）1月19日に死去した。享年74。跡を長男の信良が継いだ。
葬地は福島県棚倉町の光徳寺、のち小石川無量院（廃寺）に改葬されたと伝えられる（「寛政譜」新訂13巻200頁）。現在は新潟県村上市の光徳寺に墓所がある。

## 系譜
子女は「寛政譜」記載の子女は養女1名を含む4男2女である（201頁）。
父母
- 内藤信正（父）
- 石川康通の娘（母）

正室
- 阿部正次の娘

子女
- 内藤信良（長男）生母は正室
- 内藤主膳（次男）
- 内藤信全（三男）
- 内藤亀松（四男）
- 家臣鳥居和俊室

養女
- 堀利長正室 ー 内藤信武の娘